# Iaroslav Askarov
Iaroslav Vladimirovitch Askarov  - en russe : Ярослав Владимирович Аскаров et en anglais : Yaroslav Askarov - (né le 16 juin 2002 à Omsk en Russie) est un joueur professionnel russe de hockey sur glace. Il évolue au poste de gardien de but.

## Biographie

### Carrière en club
Formé à l'Avangard Omsk, il poursuit sa formation à Saint-Pétersbourg. Il débute en junior dans la MHL avec le SKA-Variagui im.Morozova en 2018-2019. La saison suivante, il joue en senior dans la VHL avec le SKA-Neva. Le 27 novembre 2019, il joue son premier match dans la KHL avec le SKA Saint-Pétersbourg face au HK Sotchi lors d'une victoire 4-2.
Il est choisi au premier tour, en onzième position par les Predators de Nashville lors du repêchage d'entrée dans la LNH 2020.
En 2022, il part en Amérique du Nord et est assigné aux Admirals de Milwaukee, club école des Predators dans la Ligue américaine de hockey. Il joue son premier match dans la Ligue nationale de hockey avec les Predators le 12 janvier 2023 face aux Canadiens de Montréal.
Le 23 août 2024, Askarov est échangé aux Sharks de San José avec Nolan Burke et un choix de 3e tour du repêchage d'entrée dans la LNH 2025 contre David Edstrom, Magnus Chrona et un choix de 1er tour en 2025.

### Carrière en équipe nationale
Il représente la Russie au niveau international. Il prend part aux sélections jeunes. Il est médaillé d'argent au championnat du monde moins de 18 ans 2019 et championnat du monde junior 2020.
Il honore sa première sélection en senior le 5 novembre 2020 lors d'une victoire 6-2 face à la Finlande comptant pour la Coupe Karjala. Il devient alors le plus jeune gardien de l'histoire de l'équipe nationale de Russie à l'âge de dix-huit ans, quatre mois et vingt jours.

## Statistiques

### En club
| Saison    | Équipe                 | Ligue |    | Saison régulière | Saison régulière | Saison régulière | Saison régulière | Saison régulière | Saison régulière | Saison régulière | Saison régulière | Saison régulière | Saison régulière |   | Séries éliminatoires | Séries éliminatoires | Séries éliminatoires | Séries éliminatoires | Séries éliminatoires | Séries éliminatoires | Séries éliminatoires | Séries éliminatoires | Séries éliminatoires |
| Saison    | Équipe                 | Ligue | PJ | V                | D                | Pr/N             | Min              | BC               | Moy              | % Arr            | Bl               | Pun              | PJ               | V | D                    | Min                  | BC                   | Moy                  | % Arr                | Bl                   | Pun                  |                      |                      |
| 2019-2020 | SKA-Neva               | VHL   | 18 | 12               | 3                | 3                | 1 053            | 43               | 2,45             | 92               | 1                | 2                | -                | - | -                    | -                    | -                    | -                    | -                    | -                    | -                    |                      |                      |
| 2019-2020 | SKA Saint-Pétersbourg  | KHL   | 1  | 1                | 0                | 0                | 60               | 2                | 2,00             | 92,0             | 0                | 0                | -                | - | -                    | -                    | -                    | -                    | -                    | -                    | -                    |                      |                      |
| 2020-2021 | SKA Saint-Pétersbourg  | KHL   | 9  | 5                | 4                | 0                | 495              | 10               | 1,21             | 95,1             | 1                | 2                | -                | - | -                    | -                    | -                    | -                    | -                    | -                    | -                    |                      |                      |
| 2020-2021 | SKA-Neva               | VHL   | 6  | 2                | 3                | 1                | 368              | 13               | 2,12             | 92,3             | 0                | 0                | -                | - | -                    | -                    | -                    | -                    | -                    | -                    | -                    |                      |                      |
| 2020-2021 | SKA-1946               | MHL   | 2  | 2                | 0                | 0                | 120              | 1                | 0,50             | 97,9             | 1                |                  | 7                | 3 | 4                    | 431                  | 17                   | 2,37                 | 92,7                 | 0                    | 0                    |                      |                      |
| 2021-2022 | SKA Saint-Pétersbourg  | KHL   | 6  | 2                | 1                | 2                | 298              | 9                | 1,81             | 91,3             | 0                | 0                | -                | - | -                    | -                    | -                    | -                    | -                    | -                    | -                    |                      |                      |
| 2021-2022 | SKA-Neva               | VHL   | 9  | 5                | 2                | 2                | 537              | 23               | 2,57             | 89,9             | 1                |                  | 3                | 2 | 1                    | 179                  | 6                    | 2,01                 | 93,7                 | 0                    |                      |                      |                      |
| 2022-2023 | Admirals de Milwaukee  | LAH   | 48 | 26               | 16               | 5                | 2 851            | 128              | 2,69             | 91,1             | 3                | 21               | 12               | 6 | 6                    | 756                  | 34                   | 2,70                 | 90,3                 | 0                    | 2                    |                      |                      |
| 2022-2023 | Predators de Nashville | LNH   | 1  | 0                | 1                | 0                | 58               | 4                | 4,15             | 86,6             | 0                | 0                | -                | - | -                    | -                    | -                    | -                    | -                    | -                    | -                    |                      |                      |

### En équipe nationale
| Année | Compétition                          |   | PJ | V | D | Pr/N | Min | BC   | Moy  | % Arr | Bl | Pun               |  | Résultat |
| 2019  | Championnat du monde moins de 18 ans | 6 | 2  | 3 | - | 364  | 14  | 91,6 | 2,31 | 1     | 0  | Médaille d'argent |  |          |
| 2020  | Championnat du monde junior          | 5 | 2  | 1 | - | 221  | 10  | 87,7 | 2,71 | 0     | 0  | Médaille d'argent |  |          |
| 2021  | Championnat du monde junior          | 6 | 3  | 3 | - | 360  | 15  | 91,4 | 2,50 | 0     | 0  | 4e place          |  |          |

## Récompenses

### Championnat du monde moins de 18 ans
- 2018-2019 : nommé dans l'équipe type du tournoi.
- 2018-2019 : nommé meilleur gardien.